# بجع بقعي
البجع ذو المنقار البقعي (بالإنجليزية: Pelecanus philippensis)‏ أو البجع الرمادي هو عضو في عائلة البجع. يتكاثر في جنوب آسيا من جنوب إيران عبر الهند شرقًا إلى إندونيسيا. إنه طائر كبير في المياه الداخلية والساحلية ، وخاصة البحيرات الكبيرة. يصعب تمييزها عن البجع الأخرى في المنطقة عن بعد على الرغم من أنها أصغر ولكن على مسافة قريبة ، فإن البقع الموجودة في الفك العلوي العلوي ونقص الألوان الزاهية والريش الرمادي هي مميزة. في بعض المناطق ، تعشش هذه الطيور في مستعمرات كبيرة قريبة من مساكن الإنسان.